# Happy Asmara
Heppy Rismanda Hendranata née le 10 juillet 1999 à Ringinrejo est une auteur-compositrice-interprète et présentatrices indonésienne.

## Discographie

### Albums
- Samudra Record Live (2019)
- Pingin Sayang (id) (2020)
- Happy Asmara Terbaik (id) (2020)
- Bikin Happy (id) (2022)
- DANGDUT TERBAIK HAPPY ASMARA (2022)